# Bernlohe (Aalen)
Bernlohe ist ein Teilort von Waldhausen, einem Stadtbezirk von Aalen.

## Lage und Verkehrsanbindung
Bernlohe liegt östlich des Stadtkerns von Aalen und westlich von Waldhausen und ist mit der Kreisstraße K 3289 an den Verkehr angebunden.
Der kleine Ort liegt auf einer Hochfläche der Schwäbischen Alb, dem Härtsfeld.

## Geschichte
Bernlohe wurde das erste Mal 1385 als Berloch erwähnt, als der Ort durch eine Heirat von den von Ahelfingen an das Adelsgeschlecht Woellwarth überging. Später gehörte er dem Kapitel Ellwangen, 1736 ging der Ort dann an das Amt Kochenburg.
1872 hatte Bernlohe 24 Einwohner.

## Galerie

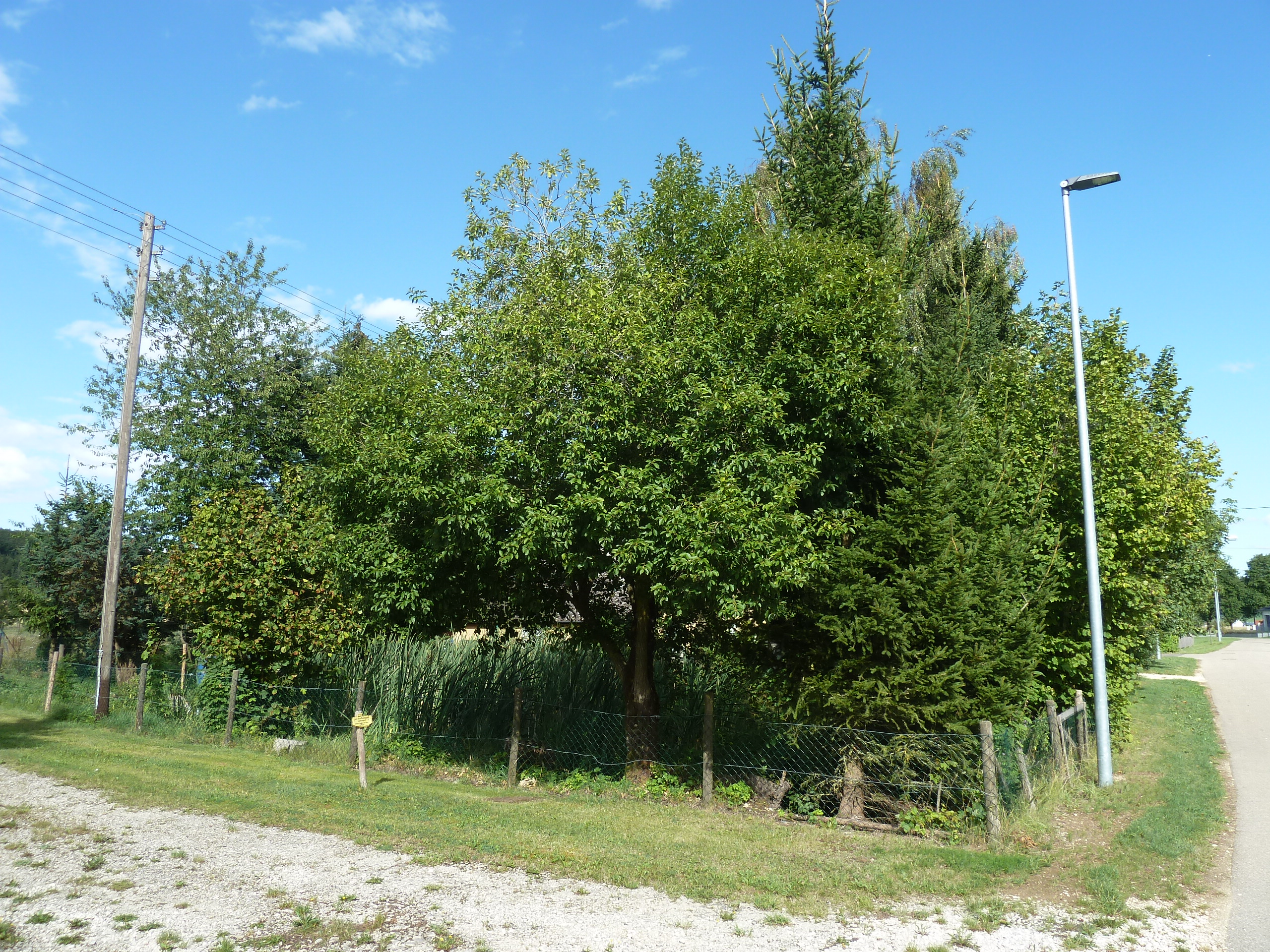
Ortshülbe
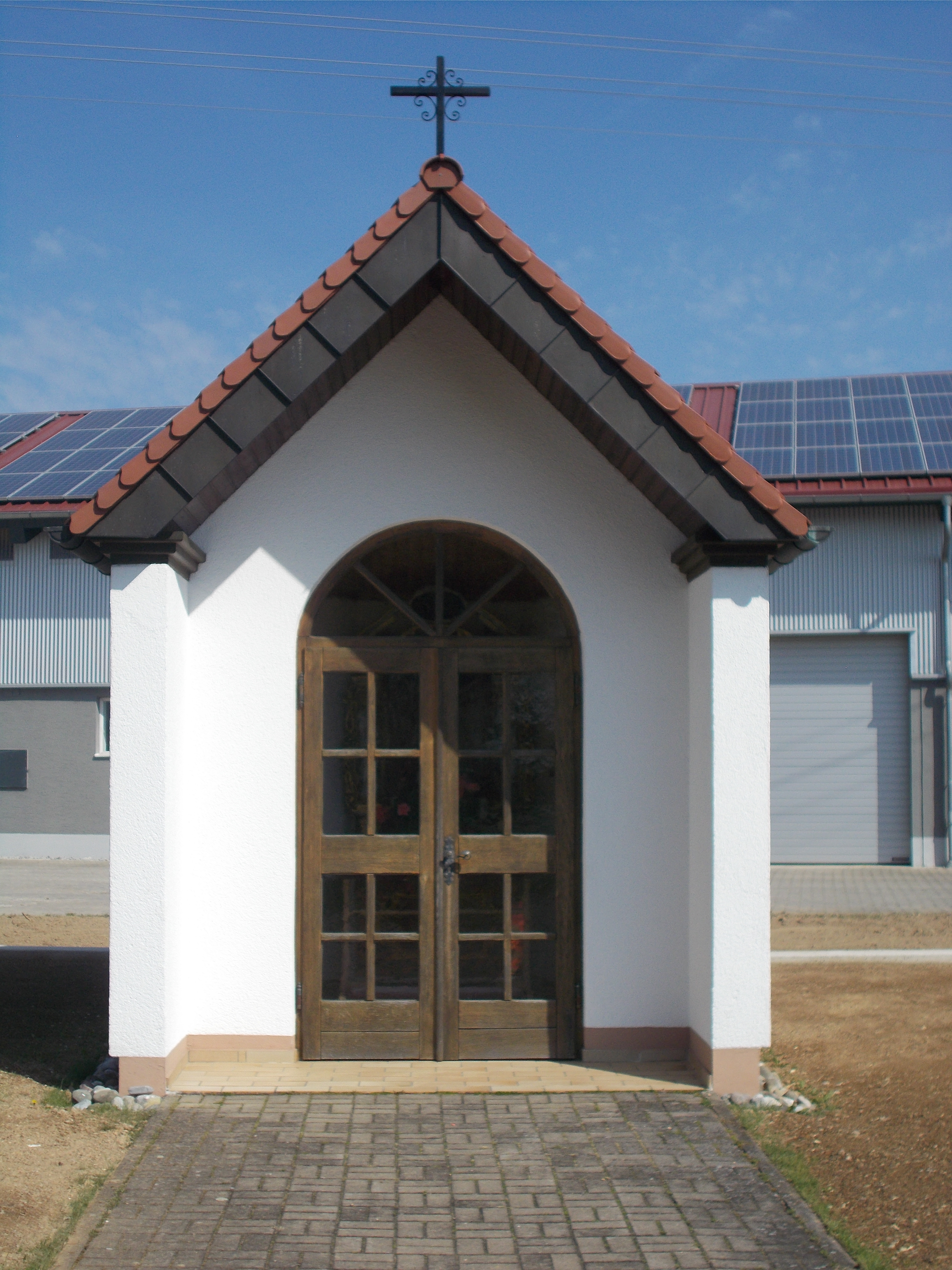
Kapelle in Bernlohe
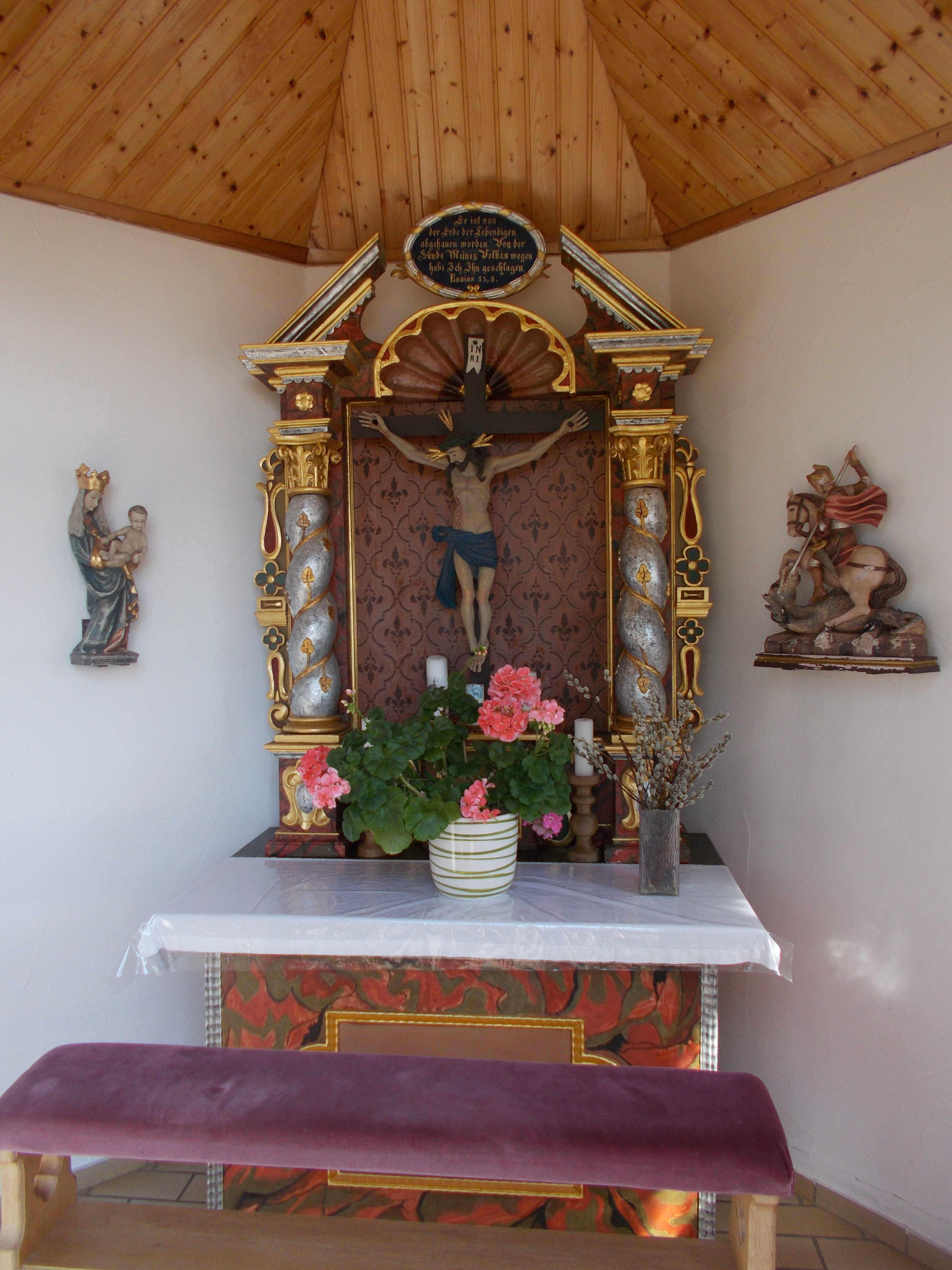
Altar der Kapelle